# De conviviis barbaris
De conviviis barbaris ou De convivis barbaris (en français : Sur les banquets des barbares ou Sur les invités barbares) est une épigramme latine conservée dans le Codex Salmasianus de l'Anthologie latine, copiée en Italie c. 800 EC. Il est remarquable pour contenir quelques mots d'une langue germanique que les historiens croient être gothique ou vandale : dans les deux cas, cela en fait une rare attestation du germanique oriental de la fin de l'Antiquité.

## Origines et langue
La date de composition du poème est inconnue, mais on suppose qu'il a été écrit entre le VIe siècle et le VIIIe siècle. Bien que le texte indique qu'il fait référence aux Goths en tant que tels, plusieurs caractéristiques marquent les mots germaniques comme vandaliques, et il est probable que le texte utilise simplement le terme « gothique » de manière vague : de même, Procope[Qui ?] fait référence aux Goths, aux Vandales, aux Wisigoths et aux Gépides comme des « nations gothiques » et estime qu'ils « sont tous de foi arienne et ont une langue appelée gothique ».

## Texte
La traduction des mots germaniques de l'épigramme est contestée[réf. nécessaire], mais le texte signifie quelque chose comme :
Inter "eils" Goticum "scapia matzia ia drincan!"
non audet quisquam dignos edicere versus.
Calliope madido trepidat se iungere Baccho.
ne pedibus non stet ebria Musa suis.
Au milieu du gothique « Salut ! Allons chercher [quelque chose à] manger et à boire »
personne n'ose produire des vers décents.
Calliope se dépêche de quitter Bacchus ivre.
Une Muse ivre ne peut pas se tenir debout.

## Mètre
Il ne fait aucun doute que le texte est hexamétrique, bien qu'il y ait eu des disputes au sujet de la scansion. Une interprétation probable est la suivante :
Īntĕr "ĕ|īls" Gŏtĭ|cūm "scăpĭ|ā mătzĭ|ā iā | drīncăn!"
nōn āu|dēt quīs|quām dīg|nōs ē|dīcĕrĕ|vērsūs.
Cāllĭŏ|pē mădĭ|dō trĕpĭ|dāt sē | iungĕre | Bacchō.
nē pĕdĭ|būs nōn | stēt || ēbrĭă | Mūsă sŭ|īs.